# Alan Hacker
Alan Ray Hacker, OBE (30. září 1938 – 16. dubna 2012) byl britský klarinetista a profesor na Royal Academy of Music. V letech 1950-1955 studoval na Dulwich College a později na Royal Academy of Music. V roce 1958 se stal členem Londýnského filharmonického orchestru. V roce 1988 získal Řád britského impéria.